# Enlil
Enlil (sumerski: 𒀭𒂗𒆤, dEN.LÍL, gospodar vjetra), kasnije znan kao Elil, bog je u mezopotamskoj mitologiji asociran s vjetrom, zrakom, zemljom i olujama. Prvi put se javlja kao vrhovni bog sumerskog panteona, a kasnije ga štuju Akađani, Babilonci, Asirci i Hurijci. Glavno mjesto štovanja Enlila bio je hram Ekur u Nipuru, za kojeg se smatralo da ga je sam Enlil sagradio te da je hram povezivao nebo sa zemljom. U sumerskim tekstovima ponekad nosi ime Nunamnir. Prema jednoj sumerskoj himni, Enlil je toliko svet da ga drugi bogovi nisu mogli gledati. Rastom Nipura tijekom 2. tisućljeća pr. Kr. došlo je do rasta Enlilovog kulta. Enlilov kult doživljava pad nakon što su Elamiti opljačkali Nipur 1230. pr. Kr. Enlila je s vremenom na mjestu vrhovnog mezopotamskog boga zamijenio babilonski bog Marduk. Babilonski bog Bel sinkretički je bog Enlila, Marduka i pastirskog boga Dumuzida.

## Vanjske poveznice
- Enlil Hrvatska enciklopedija
- Enlil, Proleksis enciklopedija
- Ancient Mesopotamian Gods and Goddesses: Enlil/Ellil (god)
- Gateway to Babylon: "Enlil and Ninlil", trans. Thorkild Jacobsen.
- Electronic Text Corpus of Sumerian Literature: "Enlil and Ninlil" (original Sumerian) and English translation
- Electronic Text Corpus of Sumerian Literature: Sumerian Flood myth (original Sumerian) and English translation